# 802 Epyaxa
802 Epyaxa је астероид главног астероидног појаса чија средња удаљеност од Сунца износи 2,195 астрономских јединица (АЈ).
Апсолутна магнитуда астероида је 12,6 а геометријски албедо 0,038.